# Сравнение Microsoft Windows NT и Linux

## Обзор
Обе операционные системы предназначены как для персональных систем, так и для web-серверов, вычислительных кластеров и т.п.
Windows NT удалось завоевать первенство на настольных и персональных системах (около 97 % настольных компьютеров на 2016 год), тогда как решения на базе Linux популярны на веб-серверах, вычислительных кластерах, суперкомпьютерах и мобильных устройствах (50—90 %, 2006—2010 г.).
Эти системы разнятся в лежащей в основе их философии, стоимости приобретения и использования, простоте управления, удобстве и стабильности. При их сравнении приходится принимать во внимание корни, исторические факторы и способы распространения.
В 2015 году фирма Microsoft выпустила для внутреннего использования свой дистрибутив Линукс — Azure Cloud Switch (ACS), который можно описать как кроссплатформенную модульную операционную систему для управления дата-центрами.

## Характеристики двух систем

### Трудности в сравнении
Windows и Linux трудно сравнивать «на равных» из-за следующих факторов:
- Исторически слово «Linux» означает ядро операционной системы. Операционные системы на основе ядра Linux, утилит проекта GNU исторически называют GNU/Linux, но в последнее время имя упрощают до «Linux», что не везде приветствуется.
- Linux — это не определённая ОС, их более 600[5], среди них есть те, которые отличаются друг от друга значительно, а некоторые — совсем немного[6].
- И Windows, и Linux поставляются в различных конфигурациях. Особенно Linux, для которой существует огромное количество вариантов, некоторые из них предназначены для узкого круга задач.
- Цена и широта технической поддержки различаются у разных поставщиков, а также в зависимости от версии и дистрибутива[7].
- Производители оборудования могут устанавливать дополнительное ПО с операционной системой, которое делает доступные функции системы разнообразнее. Иногда они даже спонсируют продавца, снижая цену продукта для пользователя.
- Microsoft распространяет Windows под разными лицензиями (закрытыми). Дистрибутивы Linux, со своей стороны, могут содержать проприетарные компоненты[8].

### По стоимости владения
В 2004 году компания Microsoft запустила маркетинговую кампанию под названием «Get the Facts», призванную обозначить преимущества Windows перед Linux. Было заявлено, что совокупная стоимость владения для Windows ниже, чем для продуктов с открытым кодом.
Выводы, сделанные Microsoft, оспаривают другие авторитетные организации, например, компания Novell и английский IT-сайт The Register. Некоторые полагают, что неточности, в частности, обусловлены тем, что в отчёте примешаны цифры по UNIX и Solaris, а кроме того, подсчитана стоимость профессиональной поддержки Linux (профессиональная поддержка может потребоваться при производстве ПО, но не при использовании системы).
Государственное агентство Великобритании по рекламе в 2004 г. предупредило Microsoft, что формулировка «стоимость владения Linux в 10 раз выше, чем стоимость владения Windows Server 2003» не соответствует истине, так как серверное оборудование, выбранное в сравнении для Linux (с операционной системой Red Hat Enterprise Linux AS v.3, в «комплектации» Premium Subscription), было максимально дорогим, тогда как выбором для Windows была практически «голая» операционная система..

### По популярности на настольных компьютерах
|                                     | Windows | Linux | Примечания |
| ----------------------------------- | --- | --- | --- |
| Доля при продаже компьютеров (OEM)  | Предустанавливается без возможности выбора на 99 % персональных компьютеров, начиная с первой версии MS-DOS, по демпинговым ценам (цена для OEM — ~30€, розница ~100€ в зависимости от версий). | Предустанавливается на небольшое количество продаваемых систем. Например, Ubuntu на компьютеры Dell и System76, SUSE Linux на компьютерах марки Lenovo ThinkPads, MSI. В последнее время компания Google начала активно продвигать нетбуки и ноутбуки с предустановленной Google Chrome OS.. Также на смартфоны, планшетные компьютеры, электронные книги, цифровые проигрыватели и другие устройства устанавливают операционную систему Android — основанную на ядре Linux. | Во Франции против соглашения Microsoft с поставщиками компьютеров об установке исключительно Windows ведется судебное дело. |
| Оконные менеджеры/графическая среда | Изначально только системный оконный менеджер. Для изменения его работы требуется подмена системных файлов, что прямо нарушает лицензионное соглашение, или использование программ независимых поставщиков (это утверждение верно только для Windows XP). Графическая оболочка необходима для работы подавляющего большинства программ, и её отказ ведет к нарушению их функционирования. Существует ряд программ, которые работают без использования графической оболочки, но служат они преимущественно для технического обслуживания системы (например, восстановления работоспособности). Удалённое управление с помощью Remote Desktop Protocol, telnet, WMI и других инструментов. Возможна установка сторонней среды рабочего стола, к примеру KDE, но и в этом случае библиотеки встроенного оконного менеджера загружаются в оперативную память, значительно снижая быстродействие системы. | Среды рабочего стола: GNOME, KDE, Enlightenment, Xfce и другие. Множество «самостоятельных» оконных менеджеров: Openbox, Fluxbox, и другие, в том числе и композитные менеджеры окон Beryl, Compiz или Compiz Fusion. Графическая оболочка не критична для работы операционной системы, система может переключаться в текстовый режим. Удалённое управление осуществляется, обычно, через SSH, VNC и XDMCP. Используются «виртуальные терминалы», что позволяет избежать перезагрузки системы в случае отказа одного из терминалов. | Разные среды рабочего стола предлагают разные способы управления компьютером, что позволяет пользователю выбрать полностью отвечающий его потребностям. Иногда это вызывает неудобства при переходе с одной на другую, но на практике большинство пользователей используют GNOME, KDE или похожие среды. |
| Системная консоль/командная строка  | Командная строка существует, но обладает ограниченной функциональностью. Базируется на MS-DOS, наследуя её скромные возможности, мало изменившиеся с 1990-х годов. Разработан также мощный командный процессор Windows PowerShell, реализующий некоторые возможности командной строки UNIX, основанный на .NET. Доступна независимая коллекция инструментов командной строки Cygwin и набор программ от Microsoft SUA, кроме этого, есть CONEMU. Начиная с Windows 98 в поставку входит мощный инструмент для автоматизации задач — Windows Script Host, возможности которого значительно превосходят встроенную командную строку. Функции по восстановлению или настройке могут выполняться из командной строки. | Командная строка также является неотъемлемой частью системы. Во многих ОС функции настройки системы реализованы при помощи графического интерфейса (иногда — работающего незаметно для пользователя с системой с помощью командной строки), но из‑за различия между вариантами не знакомые с конкретным дистрибутивом пользователи часто дают новичкам инструкции, ориентированные на командную строку. Командная строка позволяет опытному пользователю полностью перенастроить все функции ОС. Существует множество утилит для выполнения специализированных функций, тесно интегрированных с системными и прикладными программами. Функции по восстановлению или настройке могут выполняться из командной строки. Специальный слой абстракции «фреймбуфер» позволяет расширить функциональность «текстовых» терминалов до функциональности графического режима. | |

Точно подсчитать количество пользователей затруднительно, так как почти все копии Linux не требуют регистрации, а Windows NT существует во множестве неавторизованных или незарегистрированных копий. Приведенные данные основаны на идентификационных откликах web-браузеров, поэтому цифры весьма приблизительны: разные сайты привлекают разные аудитории, а браузеры не всегда точно передают данные об операционной системе.
Исследование, опубликованное Relecantive AG в 2003 г., заключило, что «готовность Linux к использованию на настольной системе не ниже, чем Windows XP».

### По инсталляции
|                                                     | Windows | Linux | Примечания |
| --------------------------------------------------- | --- | --- | --- |
| Размер инсталлятора                                 | Представляет стандартизированный набор программных средств и размер варьируется от нескольких десятков дискет (Windows 3.11) до DVD (Windows Vista/7/8) и USB-флешдрайва (Windows 10). Существуют как официальные, так и неофициальные инструменты по созданию своих дистрибутивов Windows. Возможна установка через сеть. | От одной дискеты до нескольких DVD. Например, дистрибутив DSL занимает всего 50 МБ, предоставляя браузеры, офисные приложения и т. д. Многие дистрибутивы распространяются в нескольких вариантах (как правило, DVD с большим набором программ и выбором графической среды или Live CD для каждой графической среды (KDE, GNOME, Xfce) с набором программ для неё). Возможна установка через сеть, при которой всё необходимое программное обеспечение будет получено со специального сервера. Эти варианты могут совмещаться, если есть постоянное соединение с интернетом: установка большинства пакетов происходит с диска, а их новые версии и дополнительные программы устанавливаются с удаленного сервера. | |
| Простота установки                                  | Windows 7, довольно проста в установке, если предполагается установка на машину без присутствующих операционных систем. Установка Windows XP может быть затруднена в случае, если установленное оборудование использует новые технологии. Может понадобиться использование дискеты 3,5" с драйвером или ручная упаковка более поздних обновлений к оригинальному дистрибутиву с созданием нового образа установочного диска. | Очень просты в установке (SuSE, Mandriva, Ubuntu, Fedora и др.), в процессе позволяет менять множество настроек, легко устанавливается к существующим операционным системам. Есть дистрибутивы с установкой, ориентированной на максимальную подвижность, например, сетевую удаленную установку при минимальном размере (40 Мебибайт) на слабой аппаратуре (Debian, Vector Linux, ArchLinux, Slackware). Есть дистрибутивы, намеренно отказывающиеся от простоты в пользу осознанной ручной установки, чтобы максимально расширить функциональность для пользователя (Gentoo, ArchLinux, Slackware). Непопулярные, новые или персональные дистрибутивы также могут различаться. Кроме того, есть возможность целиком скомпоновать систему из исходных кодов, не прибегая к менеджерам установки программного обеспечения (Linux from Scratch). | [ 28 ] [ 29 ] [ 30 ] [ 31 ] |
| Время, затрачиваемое на установку                   | Заявленное время составляет около часа (вплоть до 10─30 минут для Windows Vista/7, в зависимости от мощности компьютера). В случае необходимости подготовка к установке может занять дополнительное время (например, создание дискет с драйверами для установки Windows XP на SATA жёсткий диск). Во время установки необходимо будет выполнить одну или несколько перезагрузок. Установка важных обновлений может занять дополнительное время и потребовать нескольких перезагрузок. | - От пары минут до часа и более, в зависимости от объёма устанавливаемого программного обеспечения, поставляемого с дистрибутивом и мощности дисковой подсистемы компьютера. В среднем составляет 6─30 минут для распространённых дистрибутивов, таких, как OpenSUSE или Ubuntu. - Компиляция полной системы из исходных кодов может быть выполнена, в зависимости от мощности компьютера, опыта пользователя, необходимого программного обеспечения за несколько минут, часов или дней. | См. примечание «простота инсталляции». |
| Наличие драйверов устройств                         | Драйверы некоторых устройств, использованных в системе, устанавливаются отдельно. Многие драйверы устанавливаются системой из набора драйверов на установочном носителе, некоторые недостающие драйверы можно получить через интернет с помощью средств системы. Процесс установки большинства драйверов автоматизирован. Оборудование, считающееся по каким-либо причинам устаревшим, не поддерживается разработчиками этого оборудования, в результате чего для него отсутствуют драйверы, поскольку для разных ОС Windows требуются различные драйверы устройств. На практике для неинтегрированных устройств почти всегда приходится устанавливать драйверы отдельно. Это требует времени и дополнительных перезагрузок. Производители встроенного оборудования стараются создавать свои новые продукты, чтобы они без проблем работали даже на старых, но популярных Windows (напр., XP), в которых драйверов на это устройство быть не может, но есть драйверы более старых устройств, которые оказываются подходящими благодаря разработчикам устройств. | Большинство драйверов устанавливается автоматически при инсталляции операционной системы или доступно для загрузки через интернет. Множество драйверов уже включено в ядро. Производители некоторых устройств (ТВ-тюнеров и др.) иногда не выпускают драйверы для Linux, поэтому устройства могут оказаться неработоспособными (в этом случае могут помочь драйверы открытого сообщества для систем на одном чипе SoC). Применение некоторых драйверов требует принятия лицензионного соглашения. Некоторые драйверы (беспроводные карты) могут поставляться только в закрытом виде. Возможно использование Windows-драйверов для некоторых из устройств. На непопулярных системах или на системах, в которых отсутствуют правила добавления конкретного устройства, может потребоваться скачивать и устанавливать драйвера вручную. Если в системе нет системы управления пакетами (популярные RPM, APT), то драйверы требуется устанавливать средствами, предоставленными их разработчиком. | |
| Инсталляция с помощью ознакомительного CD (Live CD) | Официальных свободно-распространяемых ознакомительных CD не существует. Но можно специально создать работающую систему в облегченном варианте на диске (WinPE) с диска или флеш-накопителя или с помощью специально созданного загрузочного диска (BartPE). До выхода Vista Windows PE распространялся только среди поставщиков компьютеров в виде «OEM Preinstallation Kit», в настоящее время его можно бесплатно скачать с официального сайта Microsoft в составе Windows Automated Installation Kit. | Многие полноценные дистрибутивы (Knoppix, openSUSE, Ubuntu) имеют ознакомительный диск (live CD). С помощью таких дисков можно осуществлять восстановление работоспособности системы, в том числе с другой операционной системой. Также многие live-CD предоставляют возможность установки ОС на компьютер с этого же диска. | |
| Поставляемое программное обеспечение                | Несколько программ для работы с мультимедиа и сетью интернет (браузер Internet Explorer, проигрыватель Windows Media Player, текстовые редакторы Notepad, WordPad, графический редактор Paint), почтовый клиент Outlook Express. Дополнительное ПО может быть включено производителем оборудования. Windows Vista включает в себя также почтовую программу Windows Mail, мультимедиа-центр Windows Media Center и др., в зависимости от версии. Офисный пакет Microsoft Office не включается в поставку (кроме Windows RT), так как является отдельным коммерческим продуктом, но иногда может быть включена ознакомительная версия. На практике без установки дополнительных компонентов Windows Media Player не может воспроизводить видео, а встроенная в Windows XP (SP1) программа записи дисков не может записывать DVD и сильно ограничена в функционале. Кроме того, в системе отсутствуют средства работы с архивами, отличными от .zip и .cab | Во всех основных дистрибутивах присутствует множество программ для самых разных задач: мультимедиа, графики, интернета, офисной работы, игр, а также системные утилиты и дополнительные визуальные оболочки. Однако из-за недостаточной открытости форматов файлов собственнических продуктов для Microsoft Windows существует ряд проблем с совместимостью форматов файлов между такими продуктами и свободными приложениями. Например, сложный текст, созданный в OpenOffice.org и сохранённый в собственническом формате Microsoft Office, не всегда корректно читается в Microsoft Office; и наоборот, OOo не всегда может точно декодировать форматы Microsoft Office. Существуют специализированные дистрибутивы. В них набор программ скорректирован в сторону решаемых задач, например Ubuntu Studio, Edubuntu, BackTrack. Единообразие (в рамках системы управления пакетами) позволяет очень гибко настраивать список устанавливаемого ПО, а в случае подключения к репозиторию — также установить дополнительное ПО во время установки ОС. | Практика совместной поставки компанией Microsoft программ вместе с Windows была признана в США незаконной. |
| Программы, которые можно установить дополнительно   | Огромный выбор собственнических и свободно распространяемых программ (однако нет централизованного хранилища, необходимого для работы свободного программного обеспечения, поддерживаемого производителем ОС). Как правило, они поставляются со всеми необходимыми библиотеками, устанавливаются с помощью специальной программы-инсталлятора. Хотя в Windows есть собственная система установки/удаления программ, многие программы устанавливаются уникальными инсталляторами. Деинсталляция тоже проста, хотя программы удаления зачастую оставляют глобальные пометки (например, для ограничения срока работы), а иногда — и бинарные файлы (например, библиотеки). Отсутствие централизованного хранилища и общее правило включать в дистрибутив все необходимые библиотеки может приводить к конфликтам, когда одна прикладная программа перезаписывает общую библиотеку другой программы (например, на библиотеку другой версии); такие конфликты часто называются dll hell. Имеется возможность установки некоторых простых программ путём простого копирования файлов в системную директорию (бинарный формат файлов). Некоторые программы могут работать только на определённых версиях ОС. | Большой выбор свободно распространяемых программ и небольшой выбор коммерческих. Однако для ряда задач приложений гораздо меньше, чем для Windows, или они отсутствуют. Созданы версии некоторых Win32-программ для Linux. Программы, включенные в официальные дистрибутивы и их репозитории, устанавливаются в большинстве вариантов с помощью специальной программы для установки/удаления программ, обеспечивающей наличие необходимых библиотек (система управления пакетами), либо ручной компиляцией из исходных кодов с поиском необходимых библиотек (в случае редких программ — например, устаревших или находящихся на ранней стадии разработки). Применяется несколько специальных упаковочных форматов (RPM, DEB), позволяющих распространять программы в пакетах для разных дистрибутивов. При инсталляции ПО в пакете часто может требоваться инсталляция других пакетов, которые устанавливаются автоматически либо их можно скачать из Интернета. Это используется для того, чтобы избежать конфликта библиотек (dll hell): две программы могут использовать один и тот же пакет, а операционная система самостоятельно заботится о том, чтобы поддерживать актуальность его версии. Дополнительным преимуществом такого подхода можно считать то, что в совокупности размер пакетов, требуемых для установки программы для Linux меньше, чем размер дистрибутива той же программы для Windows. Ряд программ (в основном собственнические или не очень популярные) может инсталлироваться только на одну или некоторые из версий ядра и дистрибутива. Некоторые программы должны устанавливаться пользователем самостоятельно либо из исходных кодов, иногда - с применением командной строки. | Для Linux разработаны и другие инсталляторы, такие как loki installer, klik или autopackage. Однако до сих пор они малораспространены. |
| Подготовка диска                                    | По умолчанию устанавливает только себя, затирая возможность запуска других ОС, кроме других инсталляций Windows. Разделы с «родной» файловой системой NTFS легко могут быть расширены и уменьшены (под Vista/7 уменьшить размер раздела можно системными средствами, под XP — только с помощью программ сторонних производителей). При этом графическая программа для этой задачи обладает меньшим функционалом, чем утилита командной строки. Возможно динамическое разделение диска (Dynamic Disks). | Возможна установка нескольких операционных систем. В большинстве дистрибутивов есть возможность запуска полноценной системы с компакт-диска, а значит - работать со всеми функциями, включая мощную графическую утилиту переразметки GParted, работающую с большим набором файловых систем, включая NTFS. Динамические диски поддерживаются с использованием LVM или EVMS, часто поставляемых вместе с дистрибутивом. | |
| Программа-загрузчик                                 | При установке автоматически настраивается для загрузки других имеющихся на компьютере инсталляций систем семейства Windows NT/9x (NTLDR), для загрузки Linux и других подобных систем необходимо ручное редактирование файла BOOT.INI. Также возможно применение сторонних загрузчиков, таких, как GRUB. | Может загружать операционные системы по выбору пользователя с помощью встроенных менеджеров GRUB или LILO. Также имеются средства безопасности (например, запрос пароля), которых нет в загрузчике Windows. | Из‑за отсутствия поддержки Linux в загрузчике Windows в случае установки Windows и Linux на одной машине проще сначала установить Windows, а затем - Linux. Существуют дополнительные загрузчики операционных систем по выбору. В случае переустановки Windows загрузчик можно восстановить при помощи Live CD. |

Установка Linux когда-то была затруднительной для среднего пользователя. В настоящее время почти все дистрибутивы содержат упрощённую процедуру установки и демонстрационный диск (Live CD), который дает возможность загрузить систему прямо с CD или DVD и пользоваться ей, не устанавливая на жёсткий диск (скорость загрузки Linux и запуска программ при этом меньше ввиду ограниченной скорости привода).
Установщик Windows тоже включает в себя программу-помощник (wizard), как и дистрибутивы Linux.

### По удобству использования и наличию особых режимов
|                                                 | Windows | Linux | Примечания |
| ----------------------------------------------- | --- | --- | --- |
| Единообразие интерфейса                         | В основном последовательна. Несоответствия проявляются там, где новые программы переписывают под старую версию системы. Например, IE7 и Windows Media Player 11, изначально существовавшие для Vista, были переписаны под XP. Microsoft помогает независимым разработчикам сохранять единый стиль, выпуская руководства по разработке интерфейса (последняя версия — Windows Vista User Experience guidelines.) Они сосредоточены вокруг единообразия и удобства использования, а в последних версиях — ещё и на защищенности данных пользователя. Программы сторонних разработчиков могут следовать этим руководствам, а могут разрабатывать свои собственные, или же не следовать никаким руководствам вообще. | Качество графического интерфейса сильно варьирует в зависимости от дистрибутива и графической оболочки. Две главные оболочки — GNOME и KDE — выработали единообразный подход к интерфейсу, который, как правило, четко соблюдается.. Таким образом достигается последовательность интерфейсов, но при этом сохраняется и гибкость, позволяющая настраивать интерфейс в соответствии с пожеланиями пользователя. Наиболее популярные дистрибутивы сочетают это с высокой защищенностью (Ubuntu, SuSE, Fedora, Mandriva). Между программами, написанными для KDE и GNOME могут быть различия, но они не слишком существенны. Другие графические оболочки обладают меньшей графической мощью и, как правило, специализируются на минималистском оформлении (WindowMaker, Fluxbox/Openbox/Blackbox). Некоторым из них удается совместить минимализм с удобством и красотой (Enlightenment/E17, Xfce). Некоторые оболочки рассчитаны на применение главным образом мыши (Fluxbox, Xfce), другие — только клавиатуры (Ratpoison). | |
| Единообразие между различными версиями          | Между различными версиями сохраняется высокая степень сходства в интерфейсе. Но в случае Windows Server 2008 появились значительные отличия в интерфейсе, особенно оснасток(snap-in) администрирования. Кроме того, имеются различия в интерфейсах Windows XP и Vista, несколько затрудняющие переход между ними. | В зависимости от дистрибутива, его версии, графической оболочки и программ, работа интерфейса может быть разной. Тем не менее, доступно множество настроек, и пользователь может переносить их из версии в версию. | |
| Единообразие процедуры обновления программ и ОС | Во всех последних версиях windows используется процедура автоматического получения обновлений и «заплаток» для самой ОС, драйверов и программ, выпущенных Microsoft. Сторонние программы должны сами поддерживать процедуру обновления. Есть несколько программ для общего управления обновлениями. | Системы управления пакетами содержат в себе средства для автоматического обновления программ (самой ОС и установленных пользователем). В качестве источников обновлений обычно служат репозитории дистрибутивов и отдельных проектов. | |
| Доступность исходного кода                      | Исходный код может быть приобретён для строго ограниченных целей, а, кроме того, программы сторонних разработчиков могут изменять системные настройки. Другими словами, возможно случайное нарушение лицензионного соглашения. | Весь код системы доступен для модификации. Большая часть сторонних программ также предоставляет исходный код. | |
| Особые возможности                              | Обе системы позволяют настроить особые режимы управления компьютером, такие как укрупненные шрифты, чтение надписей вслух, медленное нажатие на клавиши и др. | Обе системы позволяют настроить особые режимы управления компьютером, такие как укрупненные шрифты, чтение надписей вслух, медленное нажатие на клавиши и др. | Обе системы позволяют настроить особые режимы управления компьютером, такие как укрупненные шрифты, чтение надписей вслух, медленное нажатие на клавиши и др. |

### По поддержке игр
Для Microsoft Windows из-за монопольной позиции и результирующего большого процента рынка постоянно выпускается огромное количество игр разных жанров. Распространяются в большинстве своём за оплату, но есть и бесплатные казуальные игры. Большое количество игр также объясняется тем, что Windows — наиболее популярная операционная система на настольных компьютерах. Для написания трёхмерных игр для Windows обычно используются API DirectX (реже OpenGL).
Для Linux существует меньше игр, но эта ситуация постепенно улучшается. Основной причиной является малый процент рыночного сегмента. В большинстве своём это также свободное программное обеспечение, однако и здесь встречаются проприетарные игры (в основном это игры, портированные из Windows). Наиболее популярными жанрами здесь являются казуальные игры, шутеры от первого лица (в основном они написаны на свободных движках Quake, например Tremulous, Xonotic, Nexuiz, Urban Terror, Warsow, или же это портированные из Windows игры), а также стратегии.
Для написания трёхмерных игр здесь используется только интерфейс OpenGL, так как DirectX является проприетарным ПО и официально существует только в версиях для платформ Microsoft (Windows, Xbox, Zune и других). Проекты Wine и Cedega предоставляют реализацию DirectX в связке с реализацией среды Win32 API с довольно хорошей, но не идеальной, совместимостью.
Несмотря на это, после выхода интернет-магазина Windows Store в Windows 8 корпорация Valve заявила о том, что Windows 8 является катастрофой в «PC-пространстве» и что Linux является более жизнеспособной платформой для разработки игр, нежели Windows, в связи с чем уже выпустила версию клиента Steam для операционной системы Ubuntu.

Как заявил в своем интервью Гейб Ньюэлл, глава Valve: «Мы хотим, чтобы все 2500 игр в Steam легко шли под Linux.» В настоящий момент портирована часть из них, в том числе Dota 2, Counter-Strike 1.6, Counter-Strike: Source, Serious Sam 3 и другие.

После этого заявления компания System76 выпустила мощный игровой ноутбук с предустановленной операционной системой Ubuntu 12.04 в надежде на успешность проекта Valve.
Браузерные кроссплатформенные игры, получившие большое распространение в последнее время, практически не зависят от операционной системы, требуя лишь браузера и его библиотек.

### По безопасности
Особенности Linux, а именно: открытость, изначальное предпочтение открытых программных компонентов закрытым, нестандартность поставки (огромное количество дистрибутивов со своими особенностями), центральные безопасные источники программ, наличие бита выполнения, исходный запрет на работу под пользователем root, наличие средств ограничения прав (SELinux, AppArmor) — делают возможным только точечное, намеренное заражение и исключают возможность масштабной жизнедеятельности вредоносных программных кодов. Количество вирусов под Linux исчисляется несколькими десятками (обычно разработанными в учебных целях), так как открытость ядра позволила закрыть большинство уязвимостей в нём. Число вредоносных программ вообще, написанных под Linux, включая вирусы и трояны, выросло в последние годы, и более чем удвоилось в течение 2005 от 422 до 863, однако открытая модель разработки приводит к тому, что большинство данных программ в настоящее время неработоспособно — уязвимости, которыми они пользовались, как правило, закрываются в течение нескольких дней после обнаружения. Некоторые открытые программы со сложным кодом всё-таки содержат уязвимости, которые долгое время были необнаруженными. Например, Heartbleed был обнаружен только спустя два года.
Для Microsoft Windows создано очень большое число вирусов и деструктивных программ (их количество исчисляется десятками миллионов. Для борьбы с ними используется специальное программное обеспечение — антивирусы. Вирусы бывают разных видов: от сравнительно безобидных, не приносящих особого вреда пользователю, до деструктивных, которые изменяют настройки системы, уничтожают важные данные пользователя или похищают банковские данные. В линейке Windows NT всегда присутствовало чёткое разделение пользовательских прав. Тем не менее, большинство пользователей домашних компьютеров всегда использует права администратора, что негативно сказывается на защищённости системы. С появлением Windows Vista эта проблема была частично решена при помощи комплекса технологий User Account Control: теперь Windows в явном виде запрашивает подтверждение действий, требующих прав администратора, даже если пользователь является администратором.
В Linux (как и во всех других UNIX-подобных системах) всегда присутствовало чёткое разделение пользовательских прав. Имеется только одна учётная запись системного администратора («суперпользователя») — root. Этот пользователь может выполнять ничем не ограниченные действия над системой: изменять настройки, устанавливать и удалять программы, изменять системные файлы, останавливать отдельные компоненты или всю систему, и даже полностью удалить её одной командой. Также имеются учётные записи обычных пользователей: они могут только изменять личные настройки (внешний вид, настройки программ) и выполнять операции с файлами только в пределах своего домашнего каталога (или в других каталогах, если разрешит root). Обычному пользователю разрешено устанавливать программы только в свой домашний каталог или в те каталоги, где у него есть разрешение на запись данных. В большинстве современных дистрибутивов Linux работа непосредственно из-под учётной записи root невозможна; пользователь всегда работает с ограниченными правами, запуск же учётной записи root производится только для выполнения отдельных действий, и для каждого такого запуска требуется ввод пароля root (su) или текущего пользователя (sudo) для подтверждения полномочий. Запуск учётной записи root производится только в том случае, если текущий пользователь имеет права на администрирование системы и правильно ввёл свой пароль; этот же механизм взаимодействия с пользователем Microsoft чуть позже заимствовала для Windows в рамках технологии «User Account Control». Антивирусы, существующие под Linux [проприетарные (Dr.Web, Антивирус Касперского, avast! и др.) и свободные (ClamAV)], предназначены для проверки и защиты Windows. Они позволяют сканировать сетевой трафик на шлюзах, почтовых серверах, файлсерверах, проверять выбранные отдельные файлы, каталоги, сменные и другие носители по желанию пользователя, при обращениях на чтение/запись файлов, по расписанию, с графической оболочкой или без таковой.
В Linux намного меньше уязвимых мест, из-за чего он часто используется там, где нужна секретность данных (правительственные организации, банки).
Одной из особенностей данной системы является возможность действительно тонкой настройки любого из её компонентов. Linux предоставляет все преимущества открытого программного обеспечения и только от пользователя зависит, насколько безопасно то, что он с ней делает. В условиях EULA других продуктов такой подход имеет определённое преимущество.